# Charles Cathcart (2e comte Cathcart)
Pour les articles homonymes, voir Charles Cathcart, Murray et Cathcart.
Charles Murray Cathcart (21 décembre 1783 à Walton-on-the-Naze en Essex - 16 juillet 1859) est un général de l'armée britannique qui est gouverneur général de la province du Canada (26 novembre 1845 - 30 janvier 1847).
Il est un géologue amateur passionné, suffisamment reconnu pour être nommé membre de la Royal Society of Edinburgh.

## Biographie

### Jeunesse
Charles Cathcart est le fils aîné survivant de William Cathcart, 10e lord Cathcart (plus tard, 1er comte Cathcart).

### Carrière
Charles Cathcart entre dans l'armée comme cornette dans le 2e Régiment de Life Guards (en) le 2 mars 1800. Il sert dans l'état-major de sir James Henry Craig à Naples et en Sicile. Il est devenu l'héritier présomptif de la seigneurie de Cathcart en 1804, après la mort de son frère William Cathcart (en), alors que ce dernier commandait un navire de la Royal Navy aux Antilles. Après l'élévation de son père au rang de comte en 1814, il est connu sous le titre de courtoisie de Lord Greenock.
Cathcart a participé à la malheureuse expédition de Walcheren (Pays-Bas actuels) en 1809 et au siège de Flessingue (Pays-Bas actuels), après quoi il a été handicapé pendant un certain temps par les effets néfastes de la peste qui a tué des milliers de ses compagnons. Devenu lieutenant-colonel le 30 août 1810, il s'embarque pour la péninsule ibérique où il participe à la bataille de Barrosa, pour laquelle il reçoit une Peninsular Gold Medal (en) le 6 avril 1812, à la bataille des Arapiles et à la bataille de Vitoria, au cours de laquelle il occupe la fonction de quartier-maître général adjoint.
Il est ensuite envoyé pour assister sir Thomas Graham en Hollande en tant que chef d'état-major du quartier général et participe au siège de Bergen op Zoom en mars 1814. Il est ensuite présent à la bataille de Waterloo, où trois chevaux sont abattus sous lui. Il est décoré de l'Ordre russe de Saint-Vladimir, de l'Ordre militaire hollandais de Guillaume, et est fait Compagnon de l'Ordre du Bain. En 1823, il est nommé lieutenant-colonel dans le corps d'état-major royal à Hythe.
En 1830, il s'installe à Édimbourg où il vit à la Whitehouse villa sur Bruntsfield Links. Il participe aux travaux de la Royal Highland and Agricultural Society of Scotland (en) (Société royale des Highlands et de l'agriculture d'Écosse), devient membre de la Royal Society of Edinburgh (Société royale d'Édimbourg) où il annonce la découverte d'un nouveau minéral, un sulfure de cadmium, trouvé lors de l'excavation du tunnel de Bishopton près de Port Glasgow. Ce minéral est aujourd'hui connu sous le nom de greenockite. Le 17 février 1837, il est nommé commandant en chef de l'Écosse (en) et gouverneur du château d'Édimbourg (en). Le 17 juin 1838, à la mort de son père, il devient deuxième comte et onzième baron Cathcart. Le 16 mars 1846, il est nommé commandant en chef en Amérique du Nord britannique. En 1850, il est nommé au commandement du district du Nord et du Midland (en).
Il prend sa retraite en 1855.

### Vie familiale
Le 30 septembre 1818, il épouse Henrietta Mather, fille de Thomas Mather en France. Le couple s'est remarié à Portsea, en Angleterre, le 12 février 1819. Lady Cathcart a accompagné son mari et leurs filles au Canada en juin 1845. Lady Cathcart a présenté les couleurs à l'un des régiments de la milice à Montréal. La famille est retournée en Angleterre en mai 1847.
Cathcart est mort à St Leonards-on-Sea le 16 juillet 1859. Sa femme est morte le 24 juin 1872.

## Publications
Charles Cathcart était un géologue amateur passionné. Il est l'auteur de deux articles publiés dans les Transactions of the Royal Society of Edinburgh (Transactions de la Société royale d'Édimbourg) en 1836 :
- (en) Charles Cathcart, On the Phenomena in the neighbourhood of Edinburgh of the Igneous Rocks in their relation to the Secondary Strata [« Sur les phénomènes des roches ignées dans les environs d'Édimbourg et leur relation avec les strates secondaires »].
- (en) Charles Cathcart, The Coal Formation of the Scottish Lowlands [« La formation houillère des Lowlands écossaises »].